# Luperina uniformis
Luperina uniformis là một loài bướm đêm trong họ Noctuidae.